# ماركوس غونزاليس
ماركوس غونزاليس (بالإسبانية: Marcos González Salazar)‏ (9 يونيو 1980 بريو دي جانيرو في البرازيل - ) هو لاعب كرة قدم تشيلي في مركز الدفاع. شارك مع منتخب تشيلي لكرة القدم. أما مع النوادي، فقد لعب مع كولومبوس كرو ونادي أتليتيكو كولون ونادي أونيفرسيداد دي تشيلي ونادي أونيفرسيداد كاتوليكا ونادي بالستينو ونادي فلامنغو ونادي نيكاكسا ويونيون إسبانيولا ورينجرز دي تالكا.

## وصلات خارجية
- ماركوس غونزاليس على موقع الاتحاد الدولي (مؤرشف)  (الإنجليزية)
- ماركوس غونزاليس على موقع الدوري الأمريكي (الإنجليزية)
- ماركوس غونزاليس على موقع قاعدة بيانات كرة القدم.إي يو (الإنجليزية)
- ماركوس غونزاليس على موقع ناشيونال فوتبول تيمز (الإنجليزية)
- ماركوس غونزاليس على موقع Soccerway.com (الإنجليزية)
- ماركوس غونزاليس على موقع AS.com (الإسبانية)